# PEX26
PEX26 (англ. Peroxisomal biogenesis factor 26) – білок, який кодується однойменним геном, розташованим у людей на короткому плечі 22-ї хромосоми. Довжина поліпептидного ланцюга білка становить 305 амінокислот, а молекулярна маса — 33 898.
| 10         |  | 20         |  | 30         |  | 40         |  | 50         |
| ---------- |  | ---------- |  | ---------- |  | ---------- |  | ---------- |
| MKSDSSTSAA |  | PLRGLGGPLR |  | SSEPVRAVPA |  | RAPAVDLLEE |  | AADLLVVHLD |
| FRAALETCER |  | AWQSLANHAV |  | AEEPAGTSLE |  | VKCSLCVVGI |  | QALAEMDRWQ |
| EVLSWVLQYY |  | QVPEKLPPKV |  | LELCILLYSK |  | MQEPGAVLDV |  | VGAWLQDPAN |
| QNLPEYGALA |  | EFHVQRVLLP |  | LGCLSEAEEL |  | VVGSAAFGEE |  | RRLDVLQAIH |
| TARQQQKQEH |  | SGSEEAQKPN |  | LEGSVSHKFL |  | SLPMLVRQLW |  | DSAVSHFFSL |
| PFKKSLLAAL |  | ILCLLVVRFD |  | PASPSSLHFL |  | YKLAQLFRWI |  | RKAAFSRLYQ |
| LRIRD      |  |            |  |            |  |            |  |            |

A: Аланін

C: Цистеїн

D: Аспарагінова кислота

E: Глутамінова кислота

F: Фенілаланін

G: Гліцин

H: Гістидин

I: Ізолейцин

K: Лізин

L: Лейцин

M: Метіонін

N: Аспарагін

P: Пролін

Q: Глутамін

R: Аргінін

S: Серин

T: Треонін

V: Валін

W: Триптофан

Задіяний у таких біологічних процесах, як транспорт, транспорт білків, альтернативний сплайсинг. 
Локалізований у мембрані, пероксисомах.